# Ла-Бельеса
Ла-Бельеса (исп. La Belleza) — город и муниципалитет в северо-восточной части Колумбии, на территории департамента Сантандер. Входит в состав провинции Велес.

## История
Поселение, из которого позднее вырос город, было основано 29 июля 1928 года.

## Географическое положение

Муниципалитет Ла-Бельеса

Город расположен в юго-западной части департамента, в горной местности Восточной Кордильеры, на расстоянии приблизительно 162 километров к юго-западу от города Букараманги, административного центра департамента. Абсолютная высота — 2550 метров над уровнем моря.
Муниципалитет Ла-Бельеса граничит на севере с территорией муниципалитета Сукре, на востоке — с муниципалитетом Хесус-Мария, на юго-востоке — с муниципалитетом Флориан, на западе — с муниципалитетом Боливар, на юго-западе — с территорией департамента Бояка. Площадь муниципалитета составляет 219 км².

## Население
По данным Национального административного департамента статистики Колумбии, совокупная численность населения города и муниципалитета в 2015 году составляла 8587 человек.
Динамика численности населения муниципалитета по годам:
| 2005 | 2006 | 2007 | 2008 | 2009 | 2010 | 2011 | 2012 | 2013 | 2014 | 2015 |
| ---- | ---- | ---- | ---- | ---- | ---- | ---- | ---- | ---- | ---- | ---- |
| 8462 | 8481 | 8499 | 8515 | 8530 | 8543 | 8555 | 8565 | 8574 | 8581 | 8587 |

Согласно данным переписи 2005 года мужчины составляли 51,4 % от населения Ла-Бельесы, женщины — соответственно 48,6 %. В расовом отношении белые и метисы составляли 99,2 % от населения города; негры, мулаты и райсальцы — 0,8 %.
Уровень грамотности среди всего населения составлял 83,8 %.

## Экономика
Основу экономики Ла-Бельесы составляют сельское хозяйство и лесозаготовка.
47,8 % от общего числа городских и муниципальных предприятий составляют предприятия торговой сферы, 39,2 % — предприятия сферы обслуживания, 12,3 % — промышленные предприятия, 0,7 % — предприятия иных отраслей экономики.